# کالبدشناسی تایپ‌فیس

بخش‌های تایپوگرافیک یک گلیف: ۱) بلندی اکس. ۲) کرسی بالا؛ ۳) رأس؛ ۴) کرسی اصلی؛ 5) بخش بالارونده؛ ۶) میلهٔ متقاطع؛ ۷) ساقه؛ ۸) سریف؛ ۹) پا؛ ۱۰) کاسه؛ ۱۱) حلقه؛ ۱۲) گردن; ۱۳) گره؛ ۱۴) گوش؛ ۱۵) برخورد؛ ۱۶) میلهٔ افقی؛ ۱۷) بازو؛ ۱۸) میلهٔ عمودی؛ ۱۹) بلندی کلاه؛ ۲۰) بلندی کرسی پایین.

کالبدشناسی تایپ‌فیس عناصر گرافیکی سازندهٔ حروف را در یک تایپ‌فیس توصیف می‌کند.
تایپ‌فیس‌ها زادهٔ جدال بین قوانین و نتایج هستند. یک مربع وقتی به اندازهٔ حدود ۱٪ فشرده شود به مربع شبیه‌تر است؛ برای اینکه دایره هم‌اندازهٔ مربع به نظر برسد، باید بلندتر از آن باشد؛ ضخامت دو بازوی X یکی نیست و لبه‌های موازی آن هم در واقع موازی نیستند؛ ساقه‌های عمودی حروف کوچک لاتین، نازک‌تر از ساقهٔ حروف بزرگ است؛ طول بخش بالاروندهٔ d با طول بخش پایین‌روندهٔ p برابر نیست و الی آخر. برای ذهن منطقی، طراحی تایپ می‌تواند یک بازی دیوانه‌کننده از ترسیم چیزها باشد، طوری که همان‌گونه دیده شوند که طراحی می‌شوند.— هافلر و فرر-جونز

## خط
خط‌ها (strokes) اجزای سازندهٔ یک حرف هستند. خط‌ها می‌توانند مستقیم باشند، مانند حروف k l v w x z و در الفبای فارسی ا د؛ یا منحنی باشند، مانند حروف c o s و در فارسی ن ی. خط اگر مستقیم باشد، می‌تواند افقی، عمودی یا مورب باشد؛ و اگر منحنی باشد، می‌توانند باز یا بسته باشد. تایپوگرافرها خط ورودی (instroke) را برای اشاره به جایی که نوشتن حرف شروع می‌شود به کار می‌برند، مانند بالای a c f و در فارسی بالای ا ل؛ و خط خروجی (outstroke) را برای اشاره به جایی که قلم از روی کاغذ برداشته می‌شود، مانند پایین c e j k t y و در فارسی ا ر م.